# Sara Bareilles
Sara Beth Bareilles (Eureka, 7 dicembre 1979) è una cantautrice, compositrice e attrice statunitense.
Nominata ai Tony Award e agli Emmy Award, è vincitrice di due Grammy Awards e riconosciuta come compositrice con l'ASCAP Vanguard Award e dalla Songwriters Hall of Fame, ha venduto nel corso della sua carriera più di 10milioni di singoli e più di 2milioni di album in tutto il mondo.
Raggiunge la notorietà internazionale nel 2008 grazie al successo del brano Love Song e del disco dal quale è stato tratto, Little Voice. Il suo terzo album, Kaleidoscope Heart, ha raggiunto la vetta della classifica statunitense. Il quarto album The Blessed Unrest riceve la nomination come Album of the Year ai Grammy Awards del 2014, grazie al successo del brano Brave. L'album What's Inside: Songs from Waitress viene pubblicato nel 2015. Il sesto album nella carriera da solista, Amidst the Chaos, è pubblicato nell'aprile del 2019, raggiungendo anch'esso la Top10 statunitense e facendo ottenere alla cantante il Grammy Award come Best American Roots Performance.
Contemporaneamente lavora nel mondo del teatro e della televisione. Nel 2017 compone i brani del musical Waitress a Broadway e nel West End, grazie al quale guadagna una nomination ai Tony Awards come miglior partitura musicale e agli Emmy Award. Nel 2018 ha debuttato come attrice nel musical Jesus Christ Superstar Live in Concert ricevendo una candidatura agli Emmy Awards.

## Biografia

### Esordi
Ha esordito come musicista suonando in locali e pub. Nel 2003 ha autoprodotto due demo: The First One ad aprile e The Summer Sessions a ottobre. Nel 2004 è apparsa nel ruolo di una cantante di pianobar nel film indipendente Girl Play.
Nel gennaio 2004 ha realizzato il suo primo album Careful Confessions, pubblicato per l'etichetta discografica minore Tiny Bear Records. Grazie a questo, ha avuto l'opportunità di firmare un contratto con la Epic Records nell'aprile 2005. Nel 2006 la cantante ha eseguito un tour e si è impegnata nella scrittura dell'album successivo.

### 2007-2009: Il successo conLove SongeLittle Voice

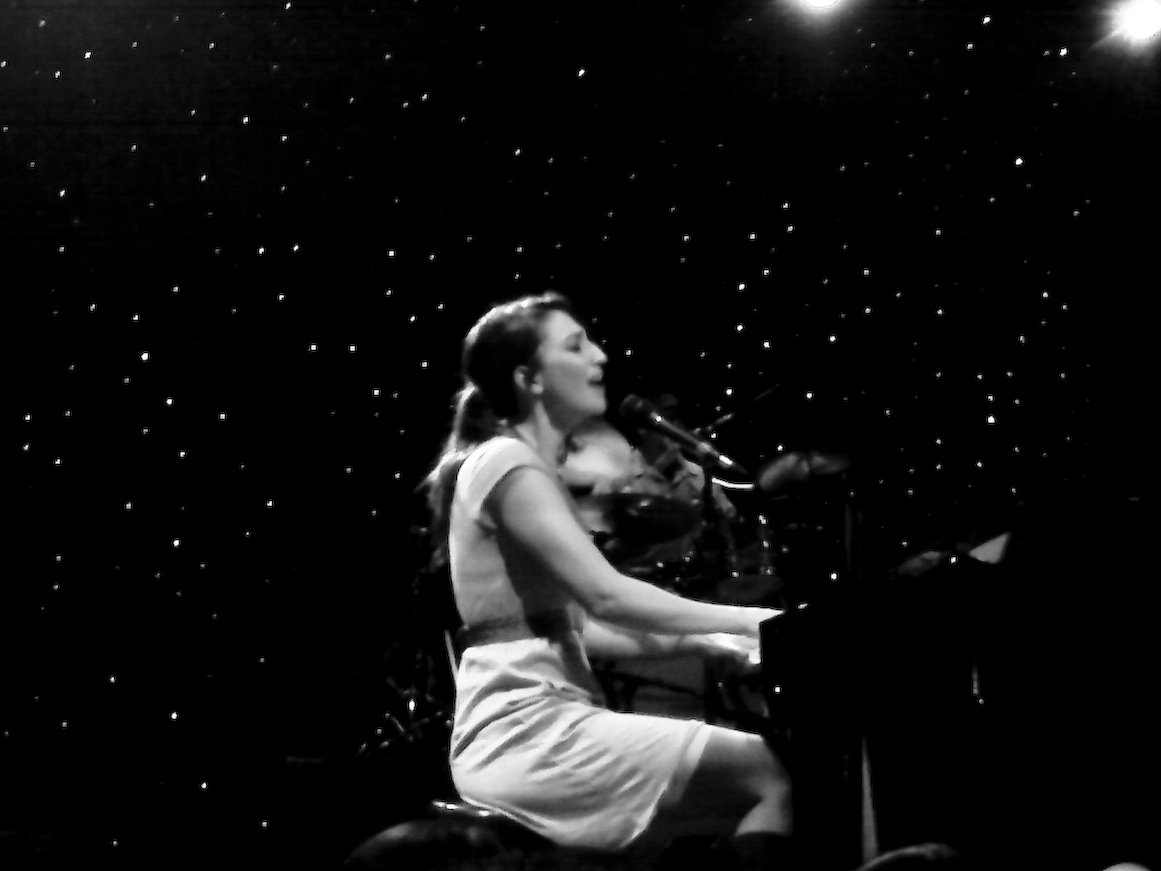
Sara Bareilles in una performance ad Atlanta

Nel 2007, dopo aver aperto i concerti di Aqualung, di Mika, dei Maroon 5 e di Paolo Nutini, è stato pubblicato il suo primo singolo, Love Song, che ha preceduto di un mese il suo primo album intitolato Little Voice. Quest'ultimo ha raggiunto la settima posizione della classifica degli Stati Uniti, dove viene certificato disco di platino con più di un milione di copie vendute, la nona posizione nel Regno Unito ed entra nelle Top50 di Australia, Irlanda, Nuova Zelanda e Italia.
Il singolo ha raggiunto il quarto posto della classifica dei singoli statunitense e la prima in Canada. Ha riscosso un grande successo anche nel vecchio continente, in particolare in Italia, Danimarca, Regno Unito, Australia e Nuova Zelanda, entrando nelle rispettive Top10 dei singoli. In tutto il mondo ha venduto oltre quattro milioni di copie ed è stato nominato ai Grammy Awards del 2009 nelle categorie Song of the Year e Best Female Pop Vocal Performance.
Dall'album è stato estratto un altro singolo, Bottle It Up, che tuttavia non ha raggiunto il successo del precedente, ricevendo la certificazione oro negli Stati Uniti. Il 28 ottobre 2008, Bareilles ha pubblicato Between the Lines: Sara Bareilles Live at the Fillmore su DVD e CD. Il pacchetto è una registrazione del suo primo tour da solista al The Fillmore di San Francisco. Nel dicembre del 2008 è stato inoltre pubblicato un singolo in collaborazione con Ingrid Michaelson dal titolo Winter Song, traccia contenuta anche nella compilation The Hotel Cafe Presents Winter Songs.
Durante la primavera del 2009, Bareilles era al suo secondo tour da headliner, il Gravity Tour, per promuovere Gravity, il terzo e ultimo singolo del suo album. Sempre nel 2009 ha registrato assieme ai Weezer una versione acustica del primo singolo del loro album dal titolo Ratitude. Sempre nel 2009 ha collaborato con gli OneRepublic per l'incisione del brano Come Home, pubblicato come singolo negli Stati Uniti, e ha inciso insieme a Marc Broussard il brano Why Should She Wait, inserito nell'album Keep Coming Back del cantante.

### 2010–2012:Kaleidoscope Heart

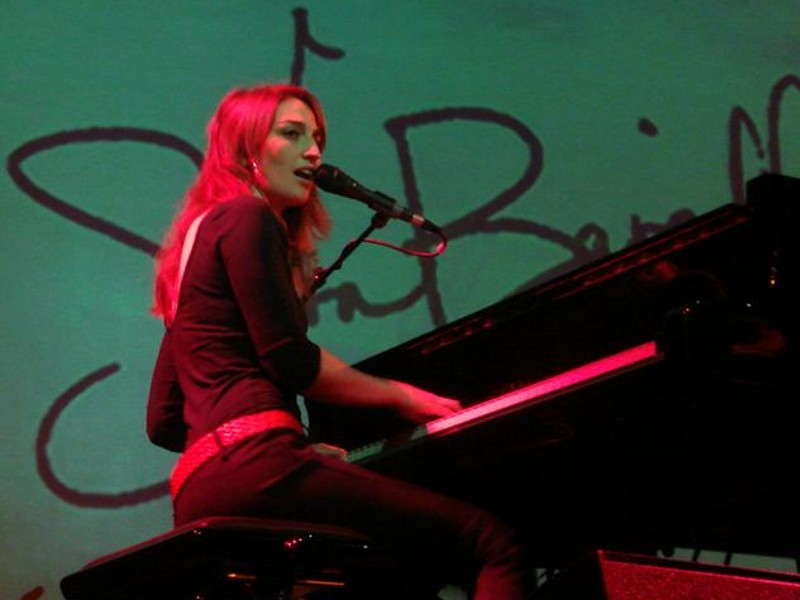
Sara Bareilles in concerto

Nello stesso anno, e per parte del 2010, è entrata in studio di registrazione per la realizzazione del suo terzo album, il secondo per la Epic. L'album dal titolo Kaleidoscope Heart viene reso disponibile dal 7 settembre 2010 e vede la partecipazione dei Weezer, Pharrell Williams e Neal Avron. Inizialmente è stato pubblicato esclusivamente in Nord America e ha bissato il successo commerciale del precedente disco, raggiungendo la vetta della classifica statunitense degli album.
Il primo estratto King of Anything ha raggiunto la 32ª posizione della classifica statunitense, comparendo anche in quelle della Nuova Zelanda e del Canada. Il singolo ha venduto più di un milione di copie negli stati uniti e ricevuto una nomination ai Grammy Awards come Best Female Pop Vocal Performance. Successivamente sono stati pubblicati come singoli Uncharted e Gonna Get Over You.
Da settembre a dicembre 2010 ha fatto un tour a sostegno dell'album , con il tutto esaurito in Nord America. Ha girato inoltre l'Europa e parte dell'Asia e dell'Australia con il tour dei Maroon 5 per tutta la primavera 2011.
La Bareilles è stata aggiunta nella terza stagione della serie televisiva della NBC The Sing-Off come giudice di celebrità insieme a Ben Folds e Shawn Stockman.

### 2012-2013:Once Upon Another Timee il nuovo albumThe Blessed Unrest
Dopo aver partecipato al talent show americanoThe Sing-Off in veste di giudice e collaborato con Greg Laswell e Jon McLaughlin, il 21 aprile 2012 pubblica Stay primo singolo estratto dall'EP Once Upon Another Time distribuito il 22 maggio successivo. Il 10 settembre 2012 si esibisce in streaming su Stageit con l'intento di raccogliere fondi per l'organizzazione Playingforchange.org. Durante lo showcase, Sara esegue alcuni dei suoi pezzi più famosi fra cui Love Song, Gravity e un nuovo pezzo Only Shadows  che annuncia sarà incluso nel nuovo album. Dopo essersi trasferita a New York città che considera fonte d'ispirazione per la sua creatività, a Gennaio 2013 collabora con il gruppo Straight No Chaser nella cover del celebre brano dei Jackson Five I Want you Back.
In aprile 2013 annuncia che Brave sarà il primo singolo estratto dal nuovo album. La canzone debutta alla posizione 23 della Billboard Hot 100 mentre raggiunge la seconda posizione della US Adult Contemporary, venendo certificata con tre dischi di platino negli Stati Uniti con più di 3.000 copie vendute. La canzone raggiunge un ampio successo in Australia e Nuova Zelanda, raggiungendo la Top5 in entrambi i paesi e venendo certificata disco di platino. L'album The Blessed Unrest, uscito a luglio 2013, debutta alla seconda posizione della Billboard 200 con 68,000 copie vendute la prima settimana, ricevendo successivamente la certificazione d'oro. Ai Grammy Awards del 2014 l'album riceve la nomination come Album of the Year, mentre Brave viene nominata nella categoria Best Pop Solo Performance.
Questo nuovo progetto verrà affiancato dal The Brave Enough Tour che tocca inizialmente 18 importanti città degli Stati uniti e che vede per la prima volta Sara come performance solista senza la sua storica band di supporto. Il concerto registrato al Variety Playhouse diventa un live-album intitolato Brave Enough: Live at the Variety Playhouse
Bareilles ha eseguito due canzoni per il lungometraggio Bounty Killer, uscito a settembre 2013. La prima, intitolata The Kill, è stata scritta e composta da Will Collyer e Sujata Day mentre il secondo, intitolato Gonna Getcha, è stato scritto e composto da Will Collyer e dal regista del film, Henry Saine.
Il 28 aprile 2014, Bareilles si è esibita con Elton John alla raccolta fondi annuale del Breast Cancer Research Foundation Hot Pink Party. A maggio la cantante ha registrato una cover della canzone di Jackie Wilson (Your Love Keeps Lifting Me) Higher and Higher per l'Oprah Winfrey Network. Successivamente ha cantato Smile durante l'estratto In Memoriam del 66º Primetime Emmy Awards del 25 agosto 2014.

### 2014-2017:What's Inside: Songs from Waitresse avvento a Broadway

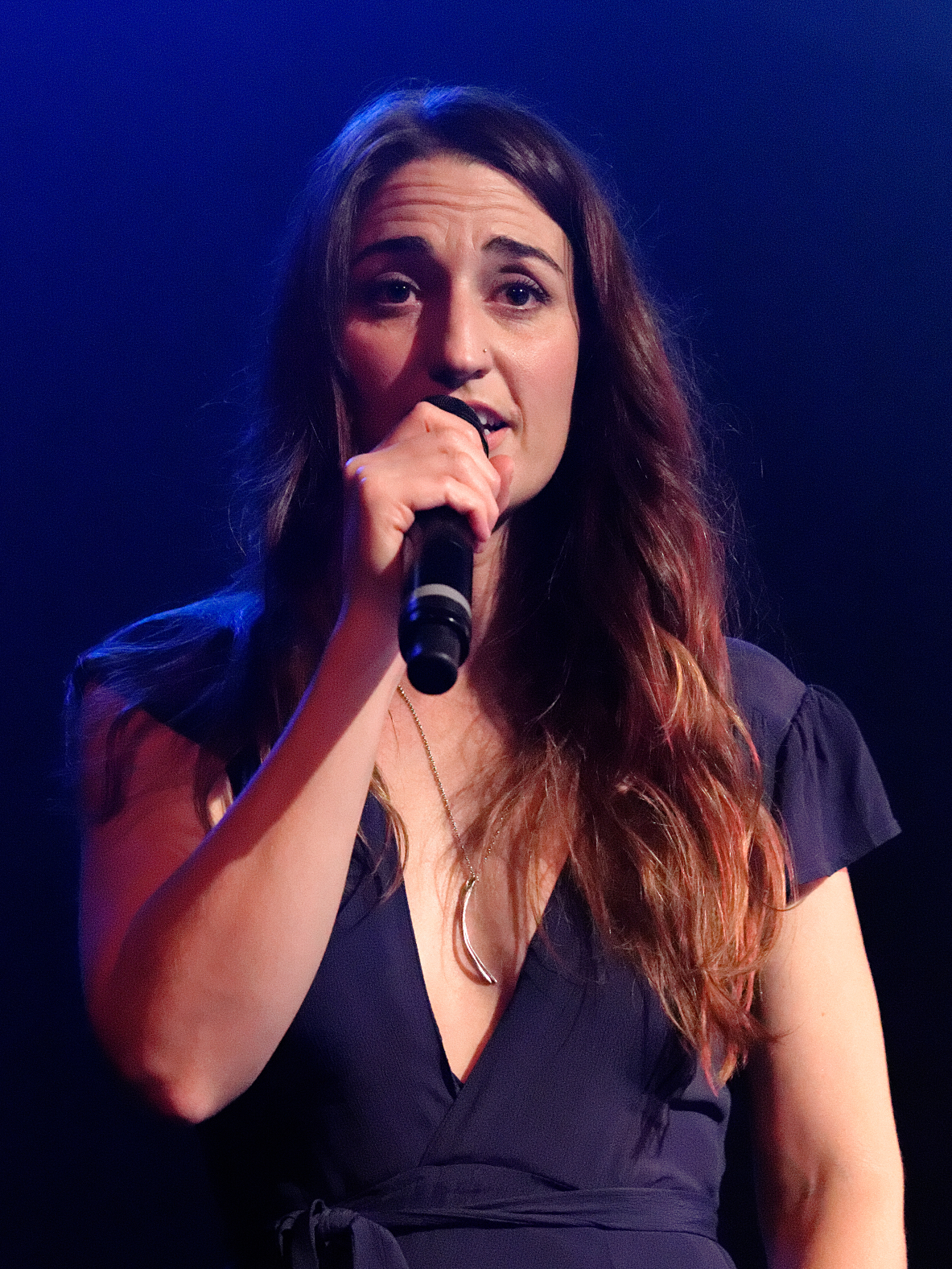
Sara Bareilles in una performance al Troubadour nel 2015.

Dopo l'annuncio avvenuto nel 2013, la cantante si concesse una pausa di due anni per tornare nel 2015 con un nuovo album, What's Inside: Songs from Waitress, le cui tracce sono state scritte per il musical di Broadway Waitress, basato sul film di 2007 di Adrienne Shelly Waitress - Ricette d'amore. L'album fa ottenere alla Bareilles il quinto Top10 nella classifica statunitense ed entra nelle classifiche di Canada e Australia. Il brano She Used to Be Mine viene pubblicato come singolo nel settembre del 2015.
Nel 2016 l'artista riceve la candidatura al Tony Award alla migliore colonna sonora originale mentre l'anno successivo l'album riceve una nomination ai Grammy Awards come Best Musical Theater Album.
Nel giugno 2016, Bareilles ha eseguito la parte di Ariel in una presentazione dal vivo di due notti di Disney The Little Mermaid alla Hollywood Bowl. Ha eseguito la canzone di Joni Mitchell Both Sides Now durante l'omaggio In Memoriam all'89º Premio Oscar nel febbraio 2017.
Il 31 marzo 2017, ha iniziato a recitare a Broadway nel ruolo di Jenna Hunterson nello spettacolo a cui aveva lavorato precedentemente, Waitress, per un impegno di 10 settimane, per essere poi rinnovato per altre sei settimane a gennaio del 2018.

### 2018-2019: Jesus Christ SuperstarandAmidst the Chaos
La domenica di Pasqua, 1º aprile 2018, Bareilles ha rappresentato Maria Maddalena in Jesus Christ Superstar Live in Concert, adattamento televisivo della NBC di Andrew Lloyd Webber e di Tim Rice. Bareilles è stata ben accolta nel ruolo da fan e critici ed ricevendo una nomination agli Emmy Awards del 2018 per Outstanding Supporting Actress in a Limited Series or Movie. Il 10 giugno 2018, Bareilles ha presentato il 72º Tony Award con Josh Groban eseguendo il numero di apertura dello spettacolo, This One's For You, che era un'ode a coloro che non avrebbe vinto un premio quella notte e facendo riferimento che nessuno dei due aveva vinto un premio importante prima, in particolare notando i Grammy Awards. Durante la premiazione la cantante era stata inoltre nominata per la Migliore Colonna Sonora Originale per SpongeBob SquarePants. Nell'agosto 2019 è stato annunciato che avrebbe debuttato come attrice al Teatro Adelphi a Londra dal febbraio 2020.
Nel gennaio 2018 mentre ha collaborato nuovamente con Ben Folds al Kennedy Center per il DECLASSIFIED: Ben Folds Presenta la serie di concerti con la National Symphony Orchestra. Insieme a Caroline Shaw, violinista, cantante e compositrice vincitrice del Premio Pulitzer, l'orchestra ha eseguito musica classica, composizioni moderne della Shaw e cinque canzoni della Bareilles, tra cui She Used to Be Mine e arrangiato le parti orchestrali per una performance di Love Song. Bareilles ha inoltre annunciato che stava lavorando ad un nuovo album che uscirà entro la fine del 2018. Il primo singolo del nuovo album è stato pubblicato il 26 ottobre 2018 dal titolo  Armor, scritto ispirandosi al Movimento #MeToo che si batte contro le molestie sessuali e le aggressioni sessuali.  A Novembre dello stesso anno partecipa con altri artisti, tra cui Pink, Kelly Clarkson, Jess Glynne, Missy Elliott e Panic! at the Disco, alla nuova versione dell'album The Greatest Showman: Reimagined nel brano Tightrope sia come parte vocale che strumentale. L'album debutta nelle Top5 di Stati Uniti, Regno Unito ed Australia. Nel corso dell'anno le è stata conferita l'onorificenza per i giovani compositori, il Hal David Starlight Award dalla Songwriters Hall of Fame.
Il 13 febbraio 2019, Bareilles ha annunciato il titolo del suo sesto album sarà Amidst the Chaos e vede la partecipazione nella stesura dei testi di Justin Tranter, Emily King, del batterista Aaron Sterling e Lori McKenna. Il 6 aprile 2019, l'album ha debuttato al numero sei della Billboard 200 con 35.000 vendite equivalenti, di cui 29.000 erano pure vendite. Raggiunge la Top30 in Australia e Scozia e la posizione 35 in Canada. L'album contiene inoltre un duetto con John Legend, A Safe Place to Land,  scritto sulla crisi della separazione familiare degli immigrati lungo il confine USA-Messico nel 2018. La traccia Saint Honesty ha fatto ottenere alla cantante il primo Grammy Awards nella categoria Best American Roots Performance.

### 2020-presente:Little Voicee il ritorno a Broadway
Nel marzo 2019, durante un evento organizzato dalla Apple, Barreilles annuncia di essere fra le produttrici di una serie TV intitolata Little Voice, prodotta insieme a J. J. Abrams e Jessie Nelson e destinata esclusivamente alla piattaforma Apple TV+. La serie fa il suo debutto il 10 luglio 2020 mentre un album che raccoglie tutte le canzoni che Barreilles ha interpretato all'interno della prima stagione, intitolato More Love: Songs from Little Voice Season One, viene pubblicato il 4 settembre 2020.
Il 10 agosto 2020 è stato annunciato che la Bareilles reciterà nel ruolo di protagonista della nuova commedia musicale Girls5eva, prodotta da Tina Fey e Robert Carlock, resa disponibile il 6 maggio 2021 su Peacock TV. Il 5 maggio 2021 è stato annunciato che la Bareilles avrebbe ripreso il ruolo di Jenna in una produzione limitata di Waitress dopo la riapertura dei teatri di Broadway. Lo spettacolo ha aperto all'Ethel Barrymore Theatre il 2 settembre 2021, dove la Bareilles che ha interpretato il ruolo fino al 17 ottobre.
Nel maggio 2022, Bareilles ha recitato nella produzione teatrale di Into the Woods al New York City Center e poi è tornata ad interpretare il ruolo al Saint James Theatre di Broadway dal giugno all'agosto dello stesso anno. Per l'incisione discografica dello show ha vinto il Grammy Award al miglior album di un musical teatrale e ha ricevuto una candidatura al Tony Award alla miglior attrice protagonista in un musical.

## Vita privata
Bareilles è stata fidanzata col suo chitarrista Javier Dunn fino al 2013.
Nell'agosto 2015, Bareilles ha incontrato l'attore Joe Tippett durante la prova fuori città per Waitress. La coppia ha fatto la sua prima apparizione pubblica ai Tony Awards del 2017.

## Attivismo
Bareilles si considera "decisamente una sorta di femminista", dicendo: "Non credo che essere femminista abbia nulla a che fare con l'odio.  Si tratta di celebrare le donne ed essere produttive per le donne.  Non sono una di quelle che vedono donne intelligenti e sorprendenti ridotte a simboli sessuali".
L'artista è stata a lungo alleata della comunità LGBT, e cita la sua canzone Brave come ispirata dalla lotta della sua amica per il coming out.
È schierata contro le politiche dell'ex presidente statunitense Donald Trump, da lei additato tra le cause che hanno mosso la stesura di alcuni brani dell'album Amidst the Chaos sottolineando le questioni legate all'immigrazione, alla famiglia e al femminismo.

## Discografia
- 2004 – Careful Confessions
- 2007 – Little Voice
- 2010 – Kaleidoscope Heart
- 2013 – The Blessed Unrest
- 2015 – What's Inside: Songs from Waitress
- 2019 – Amidst the Chaos
- 2020 – More Love: Songs from Little Voice Season One

## Filmografia

### Cinema
- Girl Play, regia di Lee Friedlander (2004)

### Televisione
- Lipstick Jungle – serie TV, episodio 2x02 (2008)
- 30 Rock – serie TV, episodio 3x22 (2009)
- Le pazze avventure di Bucket e Skinner (Bucker and Skinner's Epic Adventures) – serie TV, episodio 1x07 (2011)
- No Ordinary Family – serie TV, episodio 1x18 (2011)
- The Sing-Off - programma TV, giudice, terza stagione (2011)
- Community – serie TV, episodio 4x09 (2013)
- Sesamo apriti (Sesame Street) – serie TV, episodio 46x23 (2016)
- 72º Tony Award, presentatrice (2018)
- Jesus Christ Superstar Live in Concert – film TV (2018)
- 73º Tony Award, presentatrice (2019)
- Little Voice – serie TV, episodio 1x09 (2020)
- Girls5eva – serie TV, 22 episodi (2021-2024)

### Produttore esecutivo - Regia
- Little Voice[74] - serie TV per Apple TV (2020)

## Teatro
- The Little Mermaid – nel ruolo de la Sirenetta - Hollywood Bowl, Concert Production (2016)
- Waitress – nel ruolo di Jenna Hunterson - Brooks Atkinson Theatre, Broadway (2017-2019), Adelphi Theatre, West End (2020), Ethel Barrymore Theatre, Broadway (2021)
- Into the Woods – nel ruolo della moglie del panettiere - New York City Center, New York (2022), Saint James Theatre, Broadway (2022)
- Gutenberg! The Musical! - nel ruolo della produttrice, James Earl Jones Theatre, Broadway (2023)

## Doppiatrici italiane
- Gea Riva in Girls5eva